# Hermann Abbestée
Peter Hermann Abbestée (født 1728 i København, død 29. december 1794 sammesteds) var guvernør i Trankebar.

## Biografi
Han var søn af vinhandler Helvig Abbestée og hans søsterdatter Maria Barbara Fabritius (de Tengnagel), født i København. Efter faderens død ægtede moderen agent Peter van Hurk, meddirektør for Asiatisk Kompagni, og rimeligvis ved hans indflydelse antoges Abbestée 1752 som "Assistent ved Negotien i Trankebar", hvorhen han sendtes året efter. I 1755 sendtes han af guvernementet til Kongen af Trevancours Land (sydligst på Malabarkysten) for at udvirke oprettelsen af et faktori på College; da dette lykkedes for ham, blev han dets "Opperhoved". Året efter sendtes han i samme egenskab til faktoriet i Kalikut.
I 1760 kaldtes han tilbage til Trankebar og valgtes her kort efter (29. april 1761) ved guvernør H.J. Forchs død af det sekrete råd til interims-guvernør; valget stadfæstedes året efter af direktionen i København. I 1775 nedlagde han sit embede (hans efterfølger blev David Brown) og vendte med sin familie tilbage til Danmark, hvor han i det følgende efterår af Kompagniets generalforsamling valgtes til meddirektør (der var dengang i alt 7 direktører). Som sådan deltog han i forhandlingerne om koloniernes overtagelse af staten, der vedtoges af en generalforsamling d. 23. april 1777. Straks efter udnævntes Abbestée til brigader og samme år til kongelig guvernør i Trankebar.
Han afgik til Ostindien i december samme år, men nåede først sit bestemmelsessted 13 måneder efter. Anden gang fik han sin afsked i 1783 (han havde imidlertid fået generalmajors titel og rang) med tilkendegivelse af, at man på grund af den dygtighed og konduite, hvormed han havde klaret vanskelighederne i den engelsk-franske kolonikrig, ønskede, at han ville vedblive at fungere, indtil fredeligere forhold indtrådte. Hans endelige afskedigelse fandt sted i maj 1786, men først to år efter kunne han aflevere embedet til sin eftermand, den tidligere generalkonsul i London Peter Anker. I januar 1789 forlod han Trankebar.
Abbestée døde i København 29. december 1794. I 1768 havde han i Trankebar ægtet Françoise Lange; deres datter Maria Barbara ægtede grev Conrad Detlev Blücher-Altona.
I 1775 arvede han landstedet Rustenborg i Kongens Lyngby efter sin stedfader.
Han er begravet i Holmens Kirke.
Der findes et portrætmaleri af en maler Sielbeck, som nu antages tabt (foto på Det Kongelige Bibliotek og Frederiksborgmuseet). Silhouet (Handels- og Søfartsmuseet).